# فران كروز
فران كروز (بالإسبانية: Francisco Cruz Torres)‏ (28 يونيو 1991 بقرطبة في إسبانيا - ) هو لاعب كرة قدم إسباني في مركز الدفاع. لعب مع رابيد بوخارست ونادي ألكوركون ونادي قرطبة ونادي ياغوستيرا وCórdoba CF B ‏.

## روابط خارجية
- فران كروز على موقع قاعدة بيانات كرة القدم.إي يو (الإنجليزية)
- فران كروز على موقع Soccerway.com (الإنجليزية)
- فران كروز على موقع AS.com (الإسبانية)